# Yacine Diop
Yacine Diop (Dakar, 8 ottobre 1995) è una cestista senegalese.

## Carriera
Con il Senegal ha disputato i Campionati mondiali del 2018 e tre edizioni dei Campionati africani (2019, 2021, 2023).